# دشمن انسان
دشمن انسان (انگلیسی: Man's Enemy) فیلمی به کارگردانی فرانک پاول است که در سال ۱۹۱۴ منتشر شد. از بازیگران آن می‌توان به لیلین گیش اشاره کرد.

## بازیگران
- لیلین گیش
- فرانکلین ریچی
- ویوین پریسکات
- هنری بی. والتهال
- دوروتی گیش